# Schwimmstadion zu Helsinki
Das Schwimmstadion zu Helsinki (auch Helsinki Schwimmstadion) originalsprachlich finnisch Helsingin uimastadion oder schwedisch Helsingfors simstadion, ist ein Schwimmstadion in der finnischen Hauptstadt Helsinki.

## Geschichte
Mit der Vergabe der Olympischen Sommerspiele 1940 an Helsinki wurde in den 1930er Jahren mit dem Bau eines Schwimmstadions begonnen. Wegen des Zweiten Weltkriegs fanden die Spiele jedoch nicht statt und auch die Bauarbeiten dauerten länger an, da das Becken als Lager für Heringe und Gemüse genutzt wurde. 1947 war das Stadion schließlich fertig.
1952 fanden dann auch die Olympischen Sommerspiele in Helsinki statt. Bei den Spielen fanden im Stadion Wettkämpfe im Schwimmen und Wasserspringen sowie die Spiele des Wasserballturniers statt.
Heute kann das Stadion von der Öffentlichkeit zum Schwimmen genutzt werden. Die Anlage verfügt über ein 50 Meter langes Schwimmbecken, ein Sprungbecken und ein Kinderbecken.